# 金奉律
金奉律（朝鲜语：／ Kim Pong Ryul、1917年12月6日—1995年7月19日）朝鲜民主主义人民共和国政治人物、军人。朝鲜人民军次帅。

## 生平
金奉律出生于平安北道新义州，祖籍咸镜南道端川郡。毕业于列宁格勒大学（现圣彼得堡国立大学）文学专业，第二次世界大战期间在苏联远东方面军独立第88步兵旅服役。1945年8月随苏联红军远东第1方面军第25集团军占领北朝鲜，担任翻译。 　　

## 簡歷
- 1947年任保安干部学校（位于平安南道价川郡）副校长，参与人民军组建工作。
- 1950年9月晋升少将，
- 1950年12月任人民军炮兵司令官。
- 1952年4月晋升中将，
- 1956年4月劳动党三大当选为候补中央委员，
- 1956年9月（另一说为1957年8月）－1972年12月任民族保卫省副相。
- 1972年12月－1995年7月任人民武装力量部副部长。
- 1980年10月在劳动党六大当选为候补中央委员。
- 1985年4月晋升大将。
- 1986年12月在劳动党6届12中全会上当选为中央委员。
- 1990年5月当选为国防委员会委员。
- 1992年4月晋升次帅。
- 1995年3月被指定为（非中央全会选举）劳动党中央军事委员会委员。
- 1995年7月19日逝世。

曾两次荣获金日成勋章，1952年7月被授予一级自由独立勋章，1958年2月被授予一级国旗勋章，1987年12月被授予朝鲜民主主义人民共和国英雄称号。